# Jorge Pulido
Jorge Pulido (Castillo de Bayuela, 8 april 1991) is een Spaanse voetballer die bij voorkeur als verdediger speelt. Hij verruilde in 2014 Real Madrid CF voor Albacete Balompié.

## Erelijst

### Club
Atlético Madrid
- Copa del Rey: 2012-13

### Land
Spanje onder 17
- Europees kampioenschap voetbal mannen onder 17: 2008